# Jack Kesy
Jack Kesy, właśc. Jacek Kęsy (ur. 27 sierpnia 1986) – amerykański aktor filmowy, telewizyjny i teatralny, znany z roli Gabriela Bolivara w serialu Wirus (2014−2016).

## Życiorys
Wychowywał w Nowym Jorku. Jego rodzice są pochodzenia polskiego. Jako dziecko zamieszkiwał w Niemczech, Polsce i we Włoszech. Przez niedługi okres był członkiem Korpusu Piechoty Morskiej Stanów Zjednoczonych. Później przeniósł się do Londynu, gdzie studiował w Guildhall Scholl of Music and Drama. Uprawiał boks. Ma za sobą udaną karierę sportową.
Karierę aktorską zaczął od występów teatralnych. Pojawił się między innymi w scenicznym przekładzie Dziennika Anny Frank oraz w sztuce The Last Night of Ballyhoo, adaptującej utwór Alfreda Uhry’ego. Pierwszą rolę filmową zagrał w dramacie krótkometrażowym Emina (2009). W dramacie o tematyce LGBT Morgan (2012) wystąpił jako Dean Kagen, młody homoseksualista i były żołnierz, który angażuje się w związek z niepełnosprawnym chłopakiem (Leo Minaya). Pojawił się jako Ivan w komedii kryminalnej Empire Gypsy (2013), jako Connelly w filmie akcji Odrzutki (The Throwaways, 2015) oraz jako Ellington w dramacie Tomato Soup (2015). W dreszczowcu Shut In (tytuł alternat. Intruders, 2015) grał J.P. Hensona, włamywacza o bolesnej przeszłości. Po gościnnej roli w serialu stacji Showtime Ray Donovan (2016), został zaangażowany w produkcję serialu grozy Wirus (The Strain), współtworzonego przez Guillermo del Toro. Przez trzy lata (2014−2016) wcielał się w podwójną rolę Gabriela Bolivara i Mistrza.
Wystąpił w roli głównej, jako Jake Banning, w dramacie kryminalnym Blood Brother (2017). W dramacie Elijah Bynuma Hot Summer Nights (2017) partnerował Timothée’mu Chalametowi, Thomasowi Jane’owi i Maice Monroe. Obsadzono go w komedii kryminalnej Baywatch. Słoneczny patrol (Baywatch, 2017) i dramacie Juggernaut (2017). W serialu TNT Pazury (Claws, 2017) pojawiał się jako diler narkotykowy Roller Husser.
Zagrał w dramacie wojennym 12 Strong (2018) u boku Chrisa Hemswortha, Michaela Shannona i Trevante Rhodesa, a także w remake’u Życzenia śmierci (Death Wish, 2018). W fantastycznonaukowym filmie akcji Deadpool 2 (2018) wystąpił jako czarny charakter, Black Tom Cassidy – mutant, który posiada umiejętność manipulowania energią poprzez rośliny.
W 2015 został aresztowany za próbę kupienia kokainy. Diler, od którego próbował nabyć narkotyki, okazał się w istocie zakamuflowanym policjantem. Po wpłaceniu kaucji w wysokości dziesięciu tysięcy dolarów Kesy został wypuszczony na wolność.
Zna trzy języki: angielski, niemiecki i polski. Ma 187 cm wzrostu. Jako największego idola i źródło inspiracji wśród aktorów podaje Ala Pacino.

## Wybrana filmografia

### filmy fabularne
- 2012: Morgan jako Dean Kagen
- 2015: Shut In (aka Intruders) jako J.P. Henson
- 2017: Blood Brother jako Jake Banning
- 2017: Hot Summer Nights jako Ponytail
- 2017: Baywatch. Słoneczny patrol (Baywatch) jako Leon
- 2017: Juggernaut jako Saxon Gamble
- 2018: 12 Strong jako Charles Jones
- 2018: Życzenie śmierci (Death Wish) jako The Fish
- 2018: Deadpool 2 jako Black Tom Cassidy

### seriale TV
- 2014–2016: Wirus (The Strain) jako Gabriel Bolivar/Mistrz
- 2016: Ray Donovan jako Butch
- 2017-2022: Pazury (Claws) jako Roller Husser
- 2018: Alienista jako Henry Wolff